# Palau de Belles Arts de Lilla
El Palau de Belles Arts de Lilla (Palais des Beaux-Arts de Lille) és un museu municipal dedicat a les belles arts, l'art modern i les antiguitats. És un dels museus d'art més grans de França.
Va ser un dels primers museus construïts a França, establert sota les instruccions de Napoleó Bonaparte a principis del segle xix com a part de la popularització de l’art. El decret de Jean-Antoine Chaptal de 1801 va seleccionar quinze ciutats franceses (entre elles Lilla) per rebre les obres confiscades a les esglésies i als territoris europeus ocupats pels exèrcits de la França revolucionària. Els pintors Louis Joseph Watteau i François Watteau, coneguts com el "Watteau de Lilla", van estar molt implicats en els inicis del museu: Louis Joseph Watteau va fer el 1795 el primer inventari de les pintures confiscades durant la Revolució, mentre que el seu fill François va ser conservador adjunt del museu del 1808 al 1823.
El museu es va obrir el 1809 i es va allotjar inicialment en una església confiscada dels Frares Menors Recol·lectes abans de ser transferida a l'ajuntament de la ciutat. El 1866, el "museu Wicar", format per la col·lecció de Jean-Baptiste Wicar, es va fusionar en el Palau de les Belles arts. La construcció de l'actual edifici - estil Belle Époque - del Palais va començar en 1885 sota la direcció de Géry Legrand, alcalde de Lilla, i es va completar el 1892. Els arquitectes triats per a dissenyar el nou edifici van ser Edouard Bérard (1843–1912) i Fernand Etienne-Charles Delmas (1852–1933) de París. L'edifici es troba en la plaça de la República, en el centre de la ciutat, enfront de la Prefectura de Lilla. Va ser renovat durant la dècada de 1990 i reobert el 1997.
A principis de la dècada de 1990, el pobre estat de l'edifici i el trasllat dels models de ciutats fortificades de Vauban a Lilla van forçar a la ciutat a renovar l'edifici. El treball va començar en 1991, sota els arquitectes Jean-Marc Ibos i Myrto Vitart, i va finalitzar el 1997. Això va permetre la creació d'una nova sala de soterrani de 700 m² per a exposicions temporals, així com departaments per als models de relleu i per a l'escultura del segle xix. En general el museu té 22.000 m² i 72.430 peces a partir de 2015, una de les principals col·leccions provincials de belles arts. La col·lecció inclou obres de Raphael, Donatello, Van Dyck, Tissot, Jordaens, Rembrandt, Goya, El Greco, David, Corot, Courbet, Tolouse-Lautrec, Delacroix, Rubens, Rodin, Claudel i Jean Siméon Chardin.

## Col·leccions

### Antiguitats, Edat mitjana i Renaixement

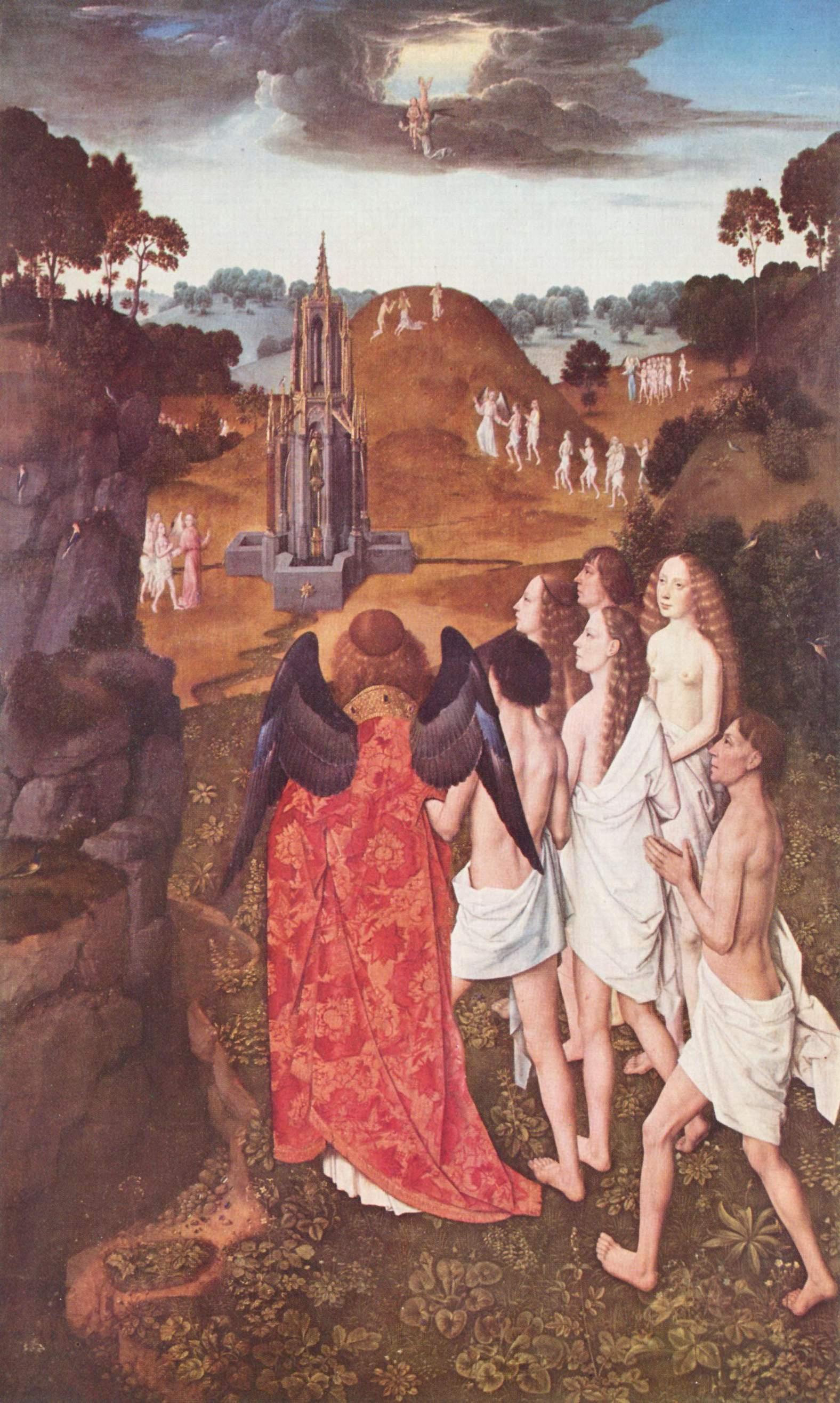
Ascensió de l'electe per Dirk Bouts.

- Ascensió de l'electe, Dirk Bouts, oli sobre fusta (c 1450)
- Caiguda dels Maleïts, Dirk Bouts, oli sobre fusta (c 1450)
- Retrat de l'home, crani en un nínxol, Barthel Bruyn, oli sobre fusta
- Tres donants amb Sant Joan el Baptista, Barthel Bruyn el Jove, oli sobre fusta
- La Verge i el dorment Jesús, Joos van Cleve, oli sobre fusta (segle xvi)
- La Verge alletant al Nen Jesús, Joos van Cleve, oli sobre fusta (segle xvi)
- Crist beneeix a la Verge, Jacob Cornelisz van Amsterdam, oli sobre fusta (segle xvi)
- La Verge, el Nen Jesús i santa Cecilia, Domenico Panetti
- Trinitat, tríptic de Marchiennes, Jean Bellegambe, oli sobre fusta (c 1510)
- Tríptic del bany místic, Jehan Bellegambe, oli sobre fusta (1510)
- Festa d'Herodes, Donatello, marbre (vers 1435)
- Vanity, Jan Sanders van Hemessen, oli sobre fusta (c 1535-1540)
- Verge i Nen envoltat d'àngels, tríptic, oli sobre fusta (c 1495-1500)
- Retrats de Louis de Quarre i Barbe de Cruysinck com a donants; santa Bàrbara i sant Lluís a peu sota arcades, oli sobre fusta (c 1495-1500)
- La Verge en la glòria enmig dels apòstols, oli sobre fusta (c 1460-1480)
- Adoració dels pastors, oli sobre fusta (1520)
- Predicació de sant Joan el Baptista, oli sobre fusta (1530–1540)
- Verge de la llet, marbre (c 1350)
- Adoració dels Màgics, oli sobre fusta (c 1506-1510)
- Santa Dorotea i Santa María Magdalena, Mestra de Saint-Séverin, dos panells, oli sobre fusta (1480–1520)
- Noli em tangere, Lambert Sustris (1548-1560)
- La Resurrecció i La Verge del rosari, anònim, oli sobre fusta (c 1480-1490)
- Adoració dels Màgics, anònim, tríptic, oli en fusta (c 1510-1520)
- Sant Enric i sant Cunegondi, sant Jerónim i un bisbe sant, Predel·la del retaule de sant Jordi, anònim, Tirol, oli sobre fusta (c 1520)
- Sant Joan Baptista i santa Catalina, anònim, alemany oli sobre fusta (segle xvi)
- Santa Bàrbara i dos sants, anònims, alemanys, oli sobre fusta (segle xvi)
- Esbós per a Paradise, Veronese, oli sobre fusta

### Pintures del segle XVII

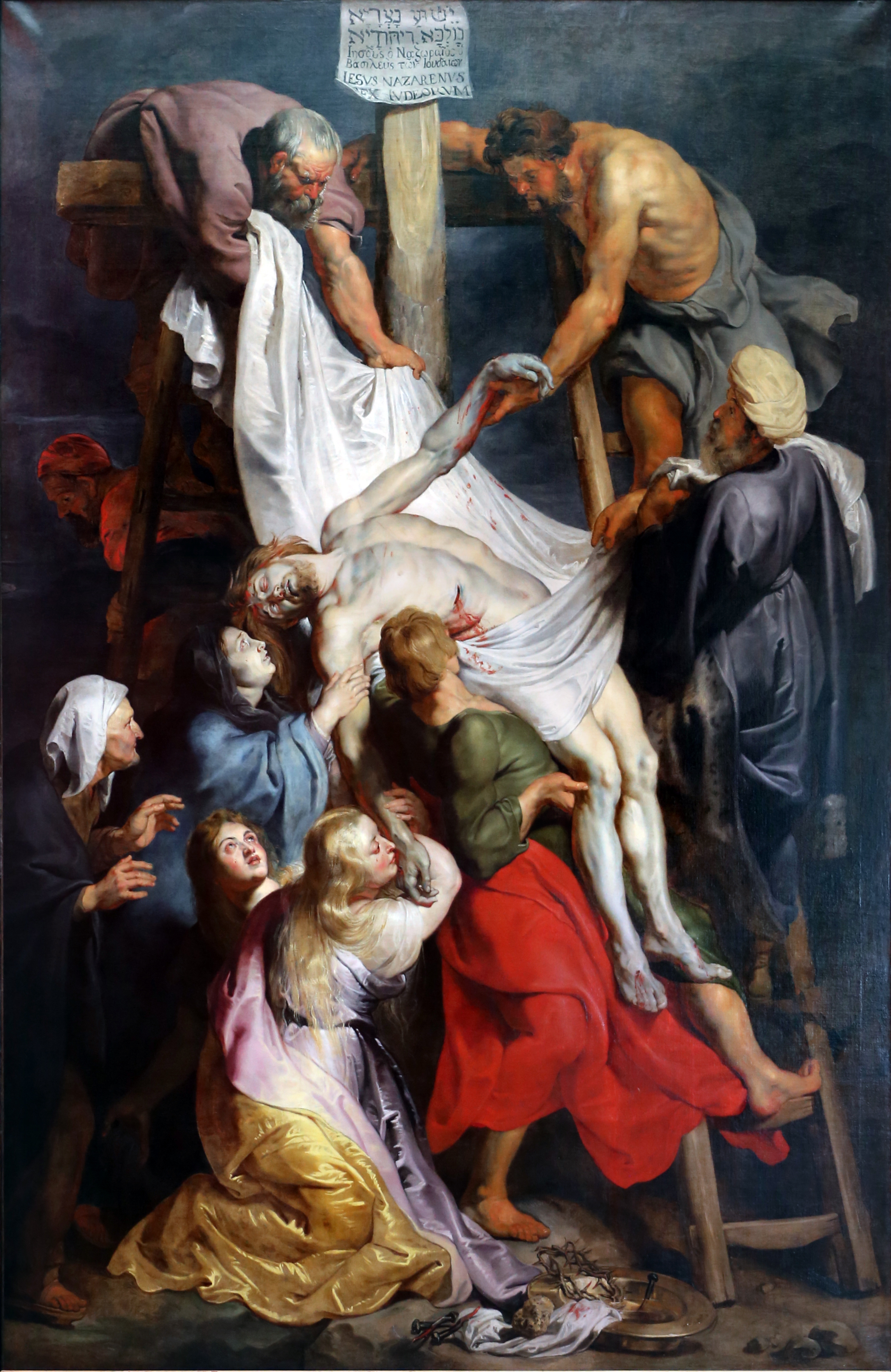
Descens des de la Creu per Rubens

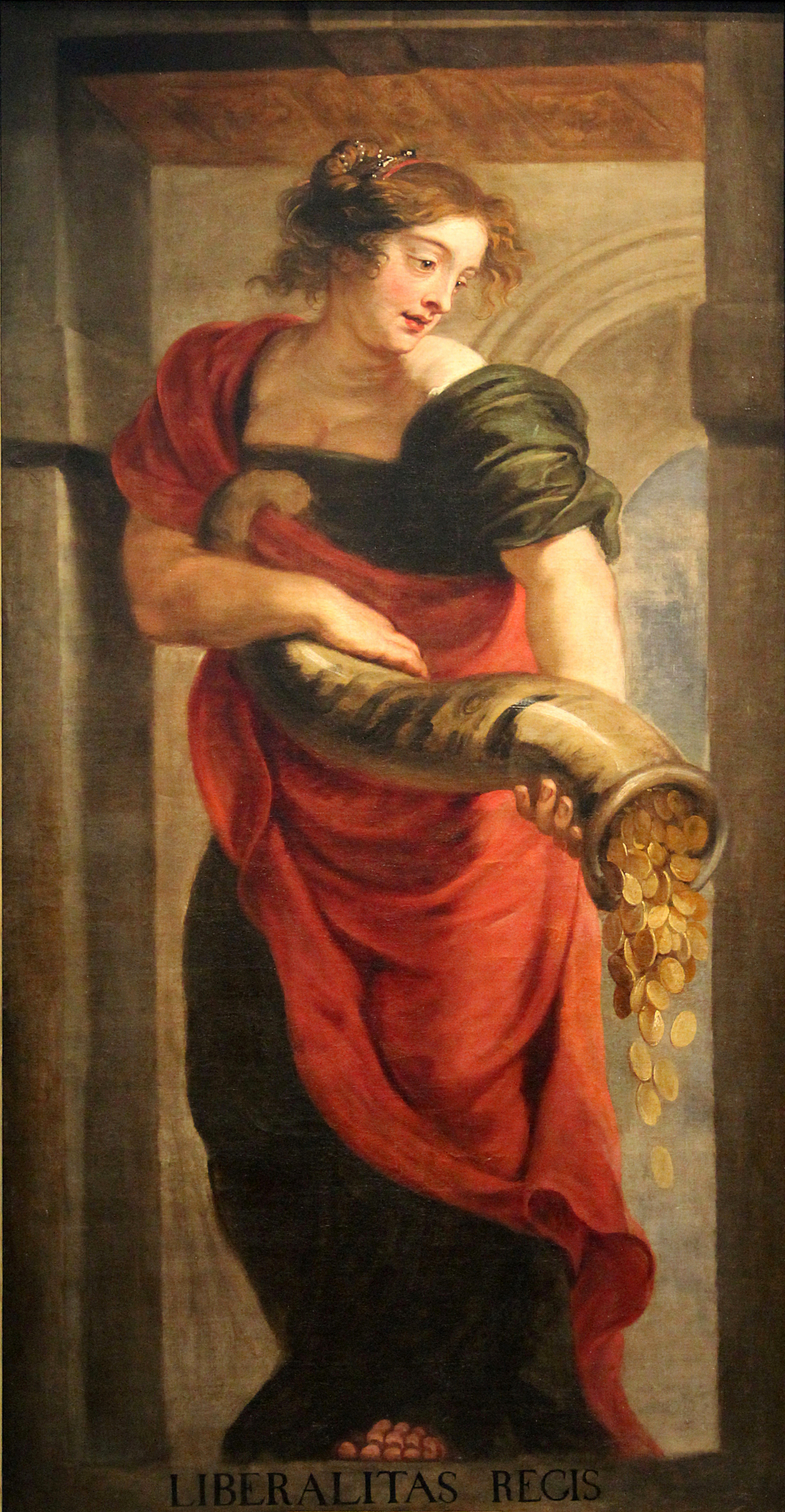
La liberalitat del rei de Jan van den Hoecke - Taller de Peter Paul Rubens.

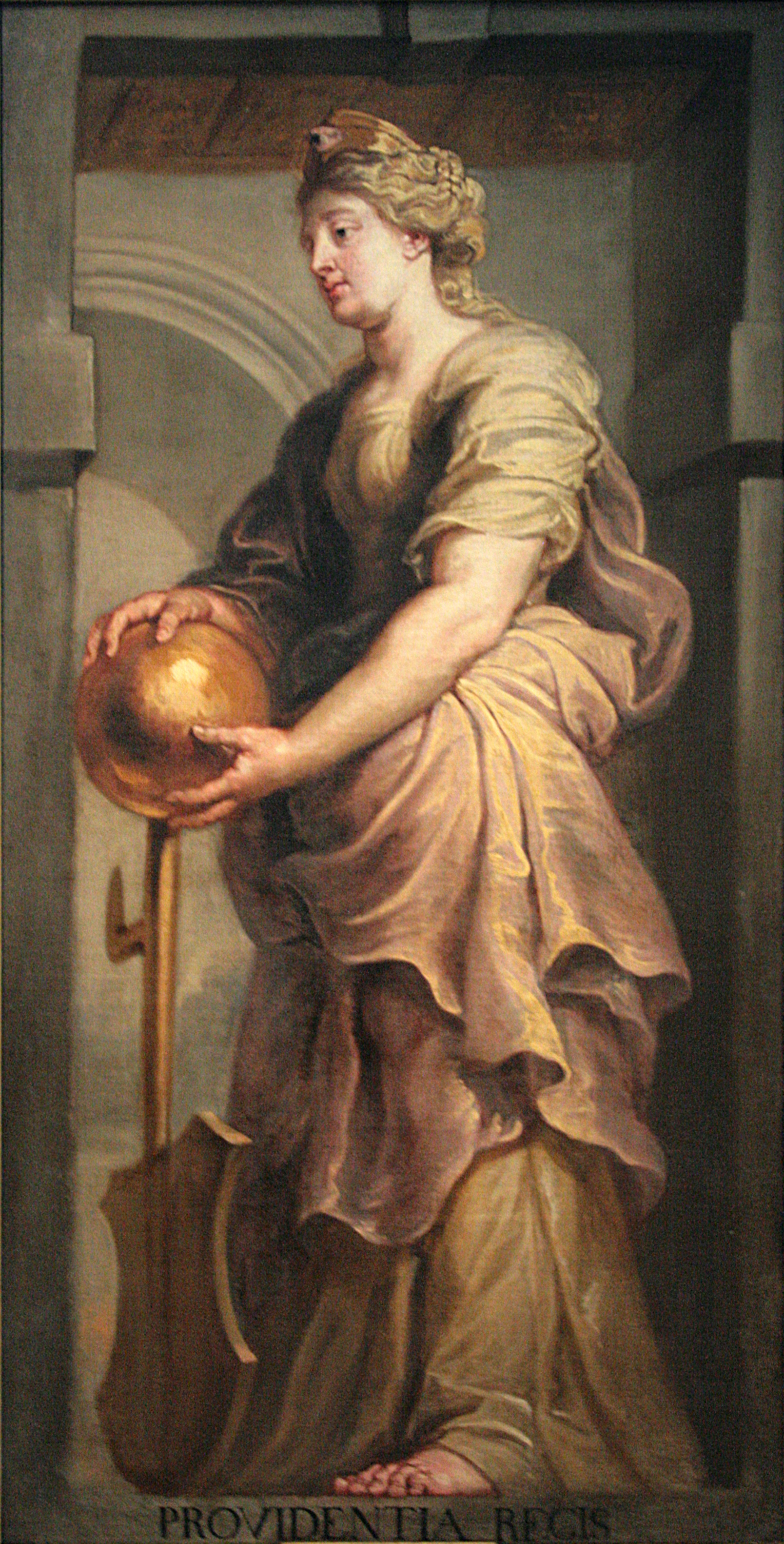
La Provisió del Rei de Jan van den Hoecke - Taller de Peter Paul Rubens.

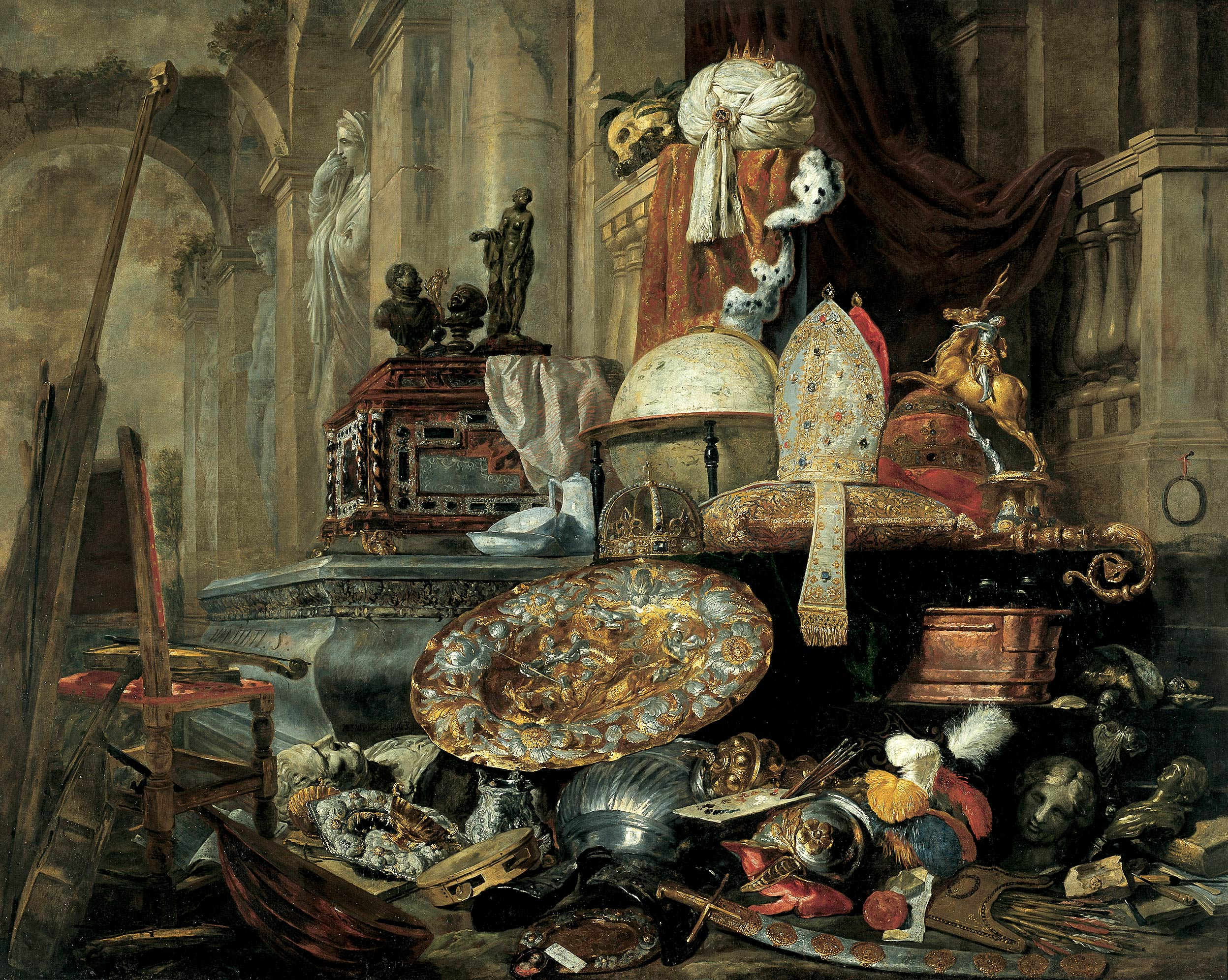
Al·legoria de les vanitats del Món per Pieter Boel

- Resta de la Sagrada Família, Pieter van Avont, oli sobre fusta
- Martiri de sant Maurici i els seus companys, Jan Boeckorst conegut com Lange Jan, oli sobre tela (1661)
- Al·legoria de les Vanitats del Món, Pieter Boel, oli sobre tela (1663)
- Coronació de la Verge, Thomas Willeboirts Bosschaert, oli sobre tela
- Èxtasi de santa Rosalia de Palerm, Theodoor Boeyermans, oli sobre tela
- La Nativitat, Philippe de Champaigne, oli sobre tela
- Paisatge antic, Philippe de Champaigne, oli sobre tela
- Sant Nicolau salvant als presoners, Jan Cossiers, oli sobre tela (1660)
- El Peix Miraculós o els apòstols que informen a Crist el fruit de la seva empresa, Gaspar de Crayer, oli sobre fusta
- Miracle de Sant Antoni de Pàdua a Tolosa, Anthony van Dyck, oli sobre fusta (c 1627-1630)
- Crist en la creu, Anton van Dyck, oli sobre tela
- Retrat de Marie de Médicis, reina de França, Anton van Dyck
- Crist pujant al Calvari i sent reconegut per santa Verónica, Frans II Francken, oli sobre fusta (c 1615-1620)
- Presentació de la Santa Túnica a Carles V, Frans II Francken, oli sobre fusta (c 1615)
- Bola en una terrassa de palau o bola en la cort de Don Joan d'Àustria, Hieronymus Janssens conegut com Le danseur, oli sobre tela (1658)
- Crist i els fariseus, Jacob Jordaens, oli sobre tela (c 1660)
- El segrest d'Europa, Jacob Jordaens, oli sobre tela (1643)
- Retrat d'un home, Jacob Jordaens, oli sobre fusta
- Susanna i els Ancians, Jacob Jordaens, oli sobre tela
- L'angoixa del fill pròdig, Jacob Jordaens
- Un picador i els seus gossos, Jacob Jordaens, (1635)
- Santa María Magdalena en oració, Eustache Le Sueur, oli sobre tela
- Enterrament, Pieter Lastman, oli en fusta (1612)
- Moisès dividint les aigües, Johann Liss, oli sobre tela
- Sant Pere causant un núvol per a protegir als fidels del sol, Jeremias Mittendorff, oli sobre fusta (1629)
- Martiri de Sant Pere de Verona, Jeremias Mittendorff, oli sobre tela (1629)
- Sant Pere desemmascarant una falsa Madonna que havia aparegut en un temple d'heretges, Jeremias Mittendorff, oli sobre fusta (1629)
- Soldats llançant daus per a la túnica de Crist, Nicolas Régnier
- Sant Jeroni, José de Ribera, oli sobre tela (1643)
- Descens de la Creu, Rubens, oli sobre tela (c 1617)
- Martiri de Santa Catalina, Rubens, oli sobre tela (c 1615)
- Èxtasi de María Magdalena, Rubens, oli sobre tela (c 1619)
- Generositat Real, Jan van den Hoecke, oli sobre tela (1635) - Taller de Rubens
- Royal Providence, Jan van den Hoecke, oli sobre tela (1635) - Taller de Rubens
- San Francces que rep al Fill de Crist de les mans de la Verge, Rubens, oli sobre tela (c 1617)
- Naixement de la Verge, Jacques Stella
- Renaud i Armide, Alessandro Tiarini, oli sobre tela
- Apoteosi de Sant Francesc de Paula, Theodoor van Thulden, oli sobre fusta
- Martiri de Sant Felip, oli sobre fusta (c 1645-1648)
- L'arrest de Jesús al Jardí de les Oliveres, Simón de Vós, el petroli sobre el coure (vers. 1650-1670)
- San Zita, Arnould de Vuez, oli sobre tela (c 1696)
- Santa Cecilia acompanyada per tres àngels músics, Arnould de Vuez
- Verge de dol, Arnould de Vuez, oli sobre tela
- Sant Antoni d'Assís rebent els estigmes, Arnould de Vuez, oli sobre tela
- Interior del Nieuwe Kerk a Delft, Emanuel de Witte
- El Denari de César, Gerbrand van den Eeckhout (1673)

### Pintures dels segles XVIII i XIX

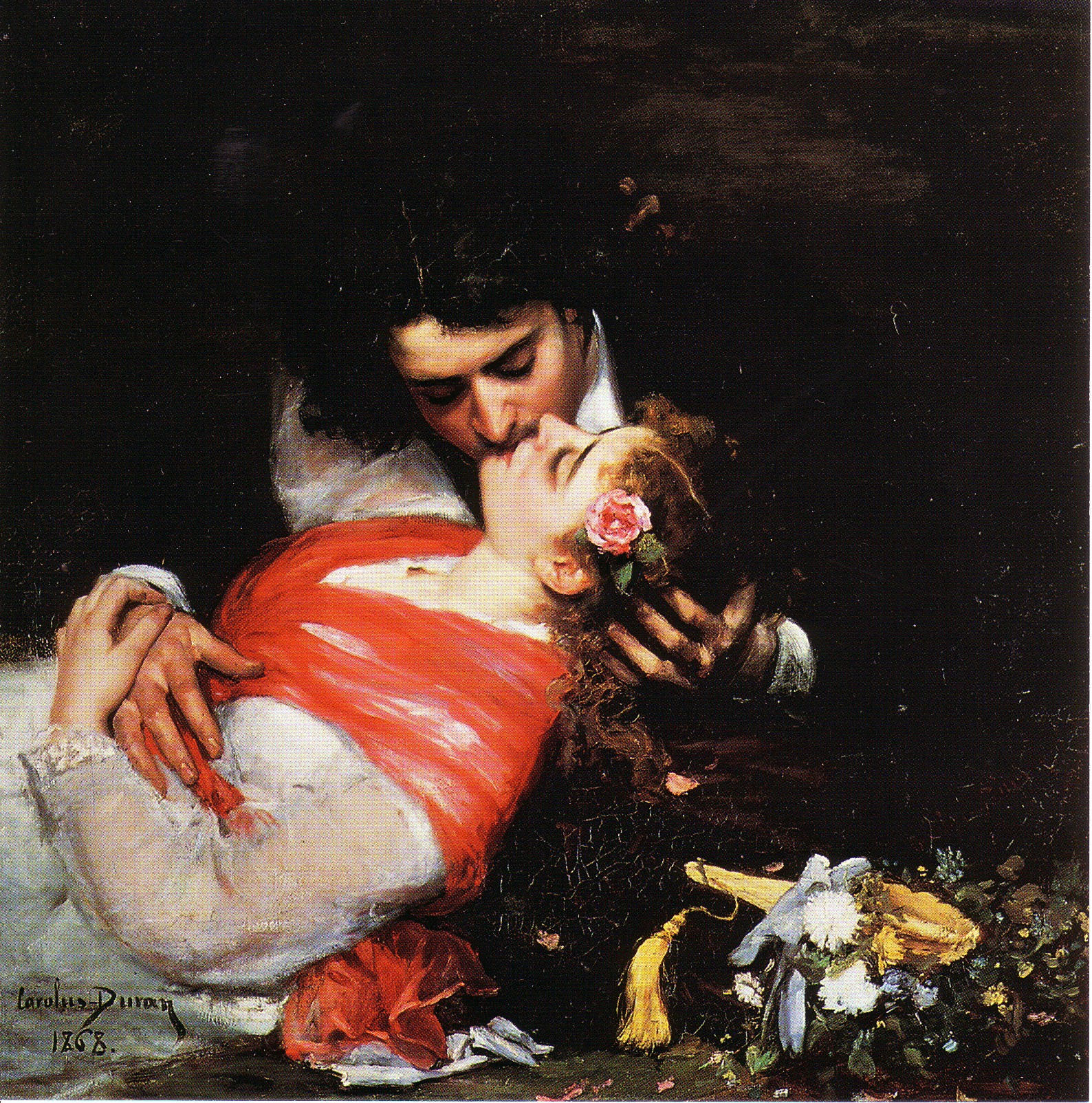
El petó de Carolus-Duran

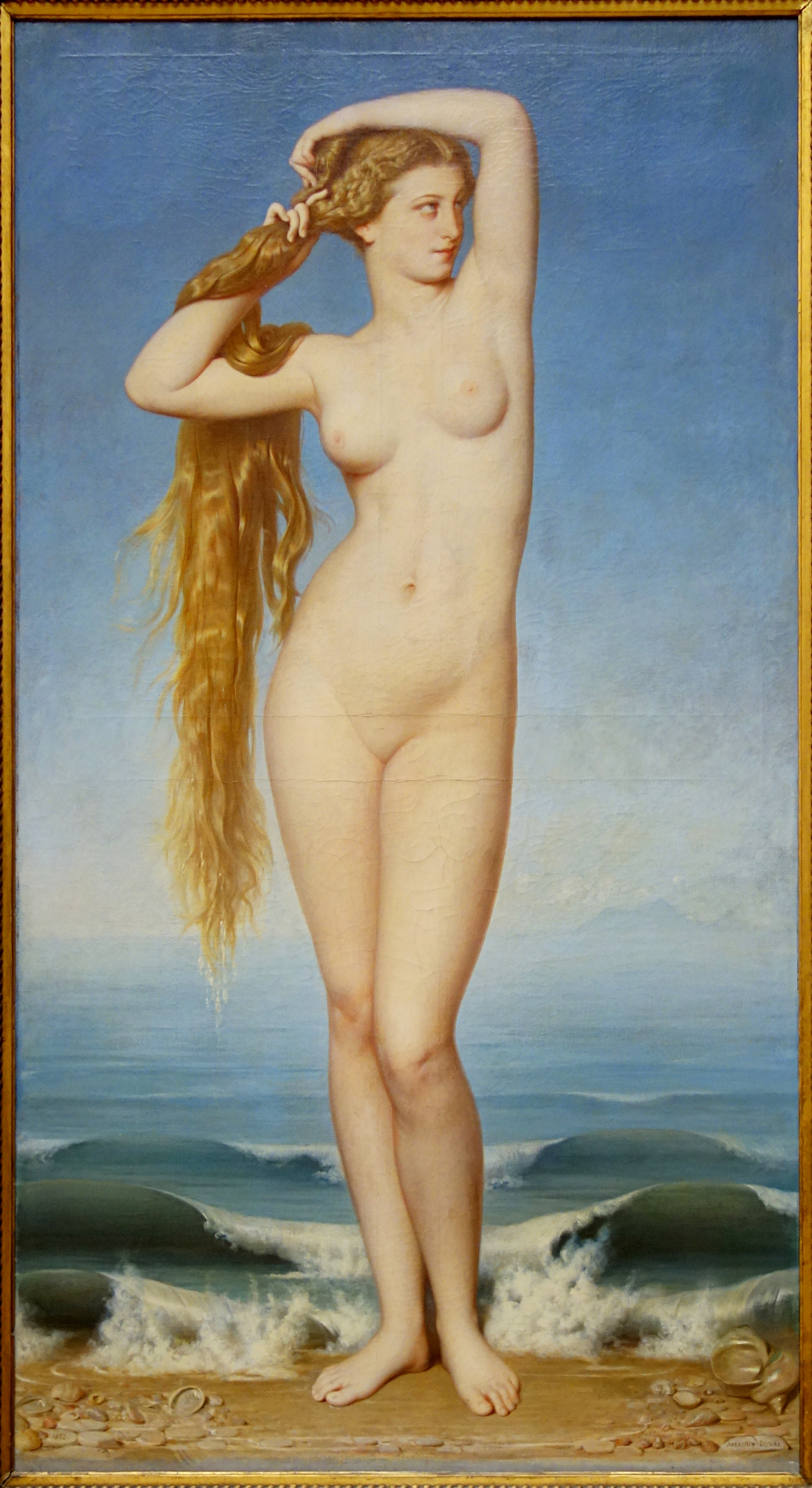
El naixement de Venus d’Amaury Duval

- Vanity', Alfred Agache, oli sobre tela (1885)
- Retrat de Madame d'Aucourt de Saint-Just, Louis Léopold Boilly, oli sobre tela (c 1800)
- Retrat del senyor d'Aucourt de Saint-Just, Boilly, oli sobre tela (c 1800)
- Retrat, de Robespierre, Boilly, oli sobre tela
- Retrat de l'escultor Jean-Antoine Houdon, Boilly, estudi a l'oli sobre paper
- Retrat de Julien Boilly enfant, Boilly, oli sobre tela
- El meu peu de vedella, Boilly, oli sobre tela
- Triomf de Marat, Boilly, paper sobre tela
- 23 estudis per l'estudi d'Isabey, Boilly, paper sobre tela
- Tobias lluitant contra el seu pare, Bon Boullongne, oli sobre tela (c 1705)
- Home adormit, Carolus-Duran, oli sobre tela (1861)
- El petó, Carolus-Duran, oli sobre tela (1868)
- Dama amb un gos, Carolus-Duran, (1870)
- La copa d'argent, Jean-Baptiste-Siméon Chardin, oli sobre tela (c 1730)
- Elevació de la creu, Alphonse Colas, (1849)
- Vista d'Honfleur, Gustave Courbet
- Un resopó a Ornans, Gustave Courbet, oli sobre tela (1848–1849)
- Belisari demanant almoina, Jacques-Louis David, oli sobre tela (1781)
- Apelles pintant Campaspe en presència d'Alexandre, Jacques-Louis David, oli sobre fusta (1814)
- Medea, Eugène Delacroix, oli sobre tela (1838)
- Hêtraie al bosc de Fontainebleau, Constant Dutilleux
- El naixement de Venus, Amaury Duval, oli sobre tela (1862)
- Persuasió, Cyprian Godebski
- Els joves o la carta, Francisco de Goya
- La gent gran o el temps, Francisco de Goya, oli sobre tela (c 1808-1812)
- Psique coronant l'amor, Jean-Baptiste Greuze, oli sobre tela
- Retrat de Berthe Morisot amb un ventall, Édouard Manet
- Retrat de l'artista, Odilon Redon, oli sobre tela (c 1880)
- El sopar d'Emaús, Jean Restout, oli sobre tela (1735)
- Paisatge a Grandcamp, Georges Seurat, oli sobre fusta (1885)

### Pintures del segle XX
- Olga au col de fourrure, Pablo Picasso
- Rythme Coloré, Sonia Delaunay
- El graner, Constant Permeke
- Retrat d'una dona, Rik Wouters
- Poelle flamand, Edouard Pignon
- Retrat, Ladislas Kijno
- Papallona en una roda, Fernand Léger
- Ecluse, Vieira da Silva
- Composició en la paraula cheval, Auguste Herbin
- Triptych, Marcel Lempereur-Haut
- Composició, Serge Poliakoff

### Escultures
- Penélope, Antoine Bourdelle, estàtua de bronze (1909)
- Charles Frédéric Kuhlmann, Albert-Ernest Carrier-Belleuse, bust de marbre (c 1868-1870)
- The Pisan, Carolus-Duran, bronze
- Louise Claudel, Camille Claudel, bust de terracota
- Gegant o cap d'una brigada, Camille Claudel, cap de bronze
- El Kisser, Gustave Crauk, guix
- Cincinnatus, Denis Foyatier, estàtua de guix
- Caballer errant, Emmanuel Fremiet, guix estàtua eqüestre (1878)
- Narcissus, Ernest-Eugène Hiolle, estàtua de guix (c 1867-1868)
- La febre de Caumartin, Jean-Antoine Houdon, bust de guix pintat en bronzejat (1779)
- Camulogen, Eugène-Louis Lequesne, estàtua de guix (1872)
- Satyr i bacchante, James Pradier, guix pintat (c 1833)
- Apol·lo i les muses, Emile Morlaix, guix original
- Heroi moribund, René Leleu, bronze
- La Séve, Gaston Watkin, pedra
- Atleta, Gerard Choain, bronze
- Juana d'Arc i altres peces, Alphonse-Amédée Cordonnier

## Galeria

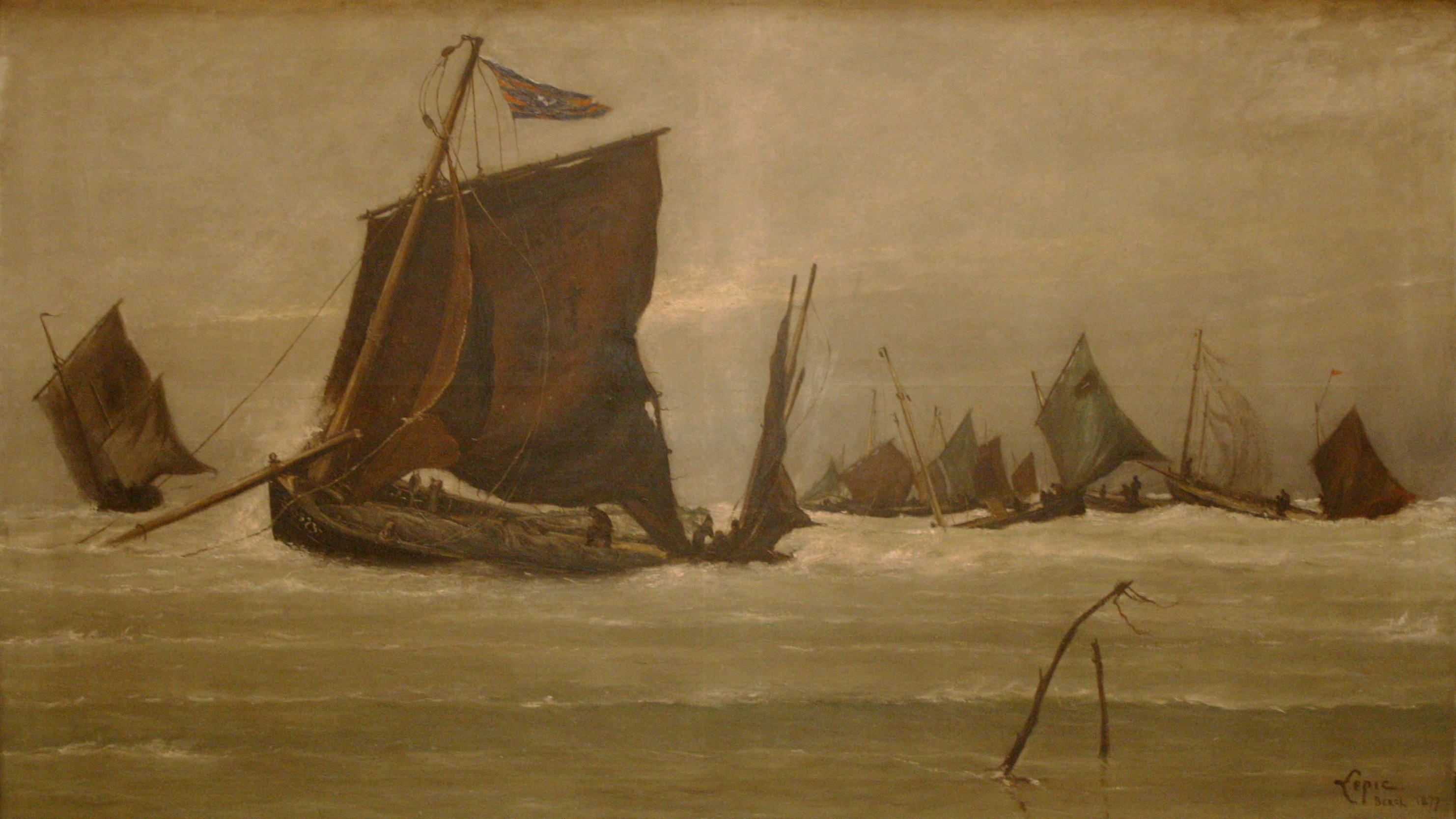
Bateaux de pêche rentrant à Berck by Ludovic Napoléon, comte Lepic
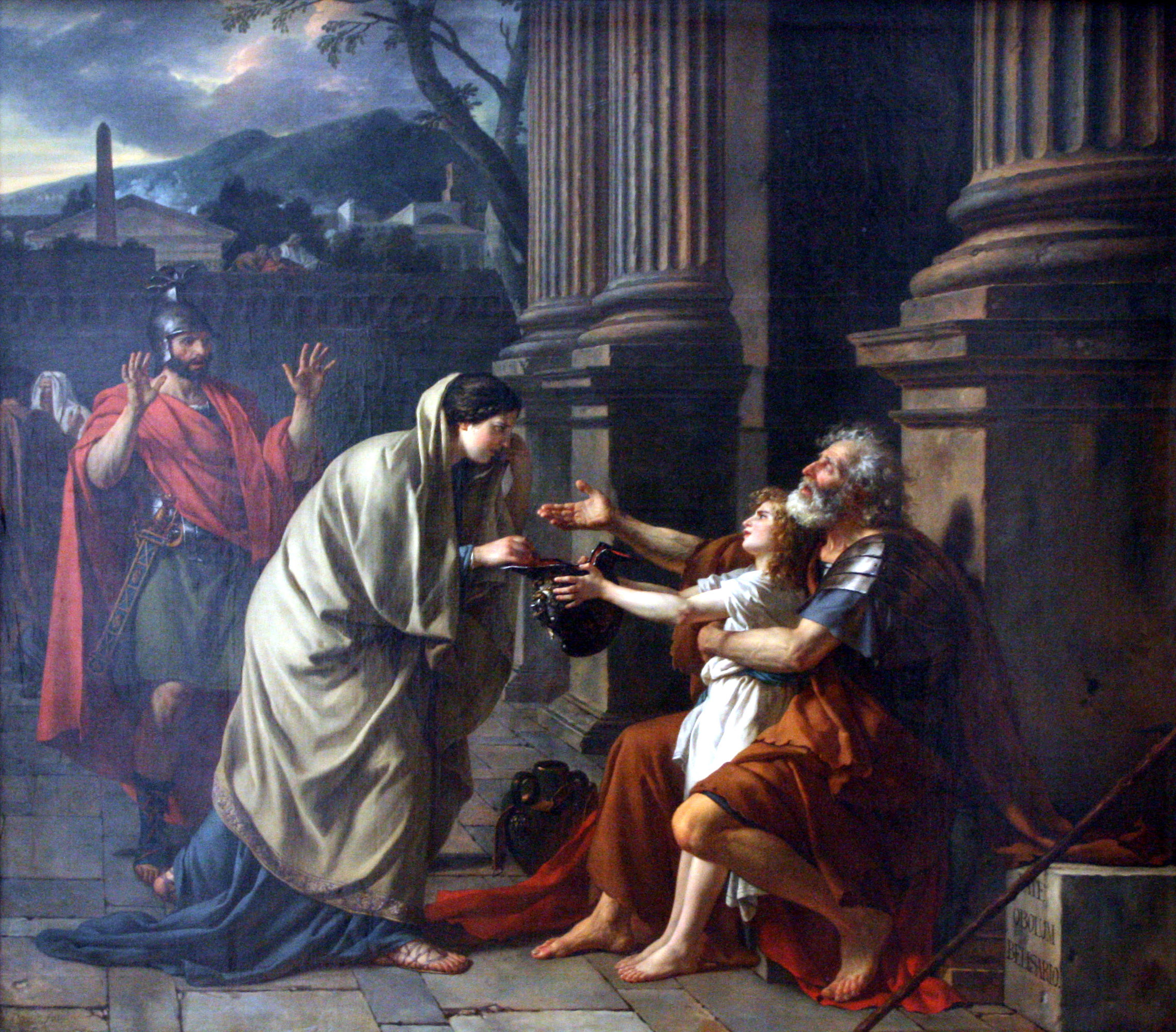
Belisarius de Jacques-Louis David
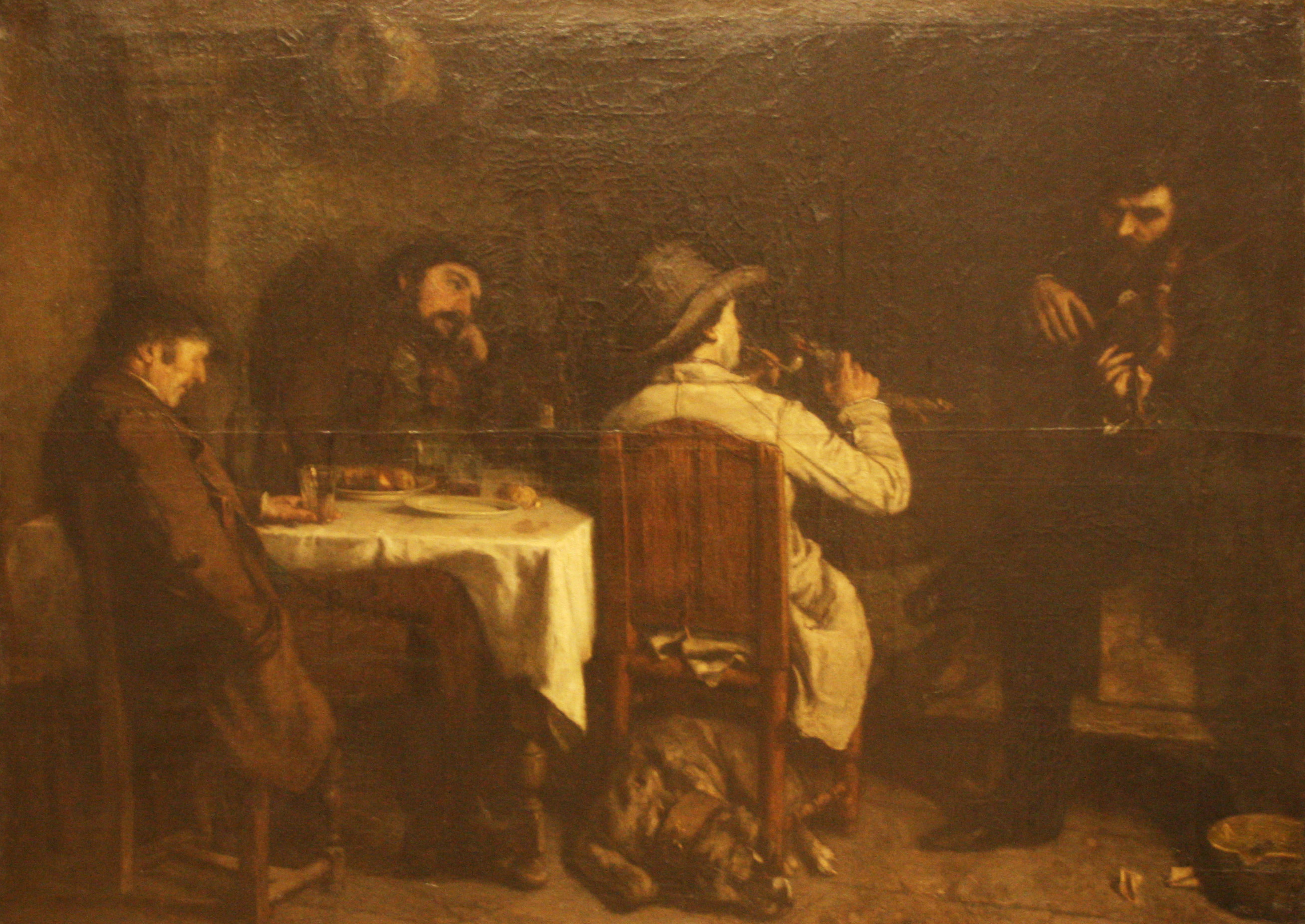
L’Après-dîner à Ornans de Gustave Courbet
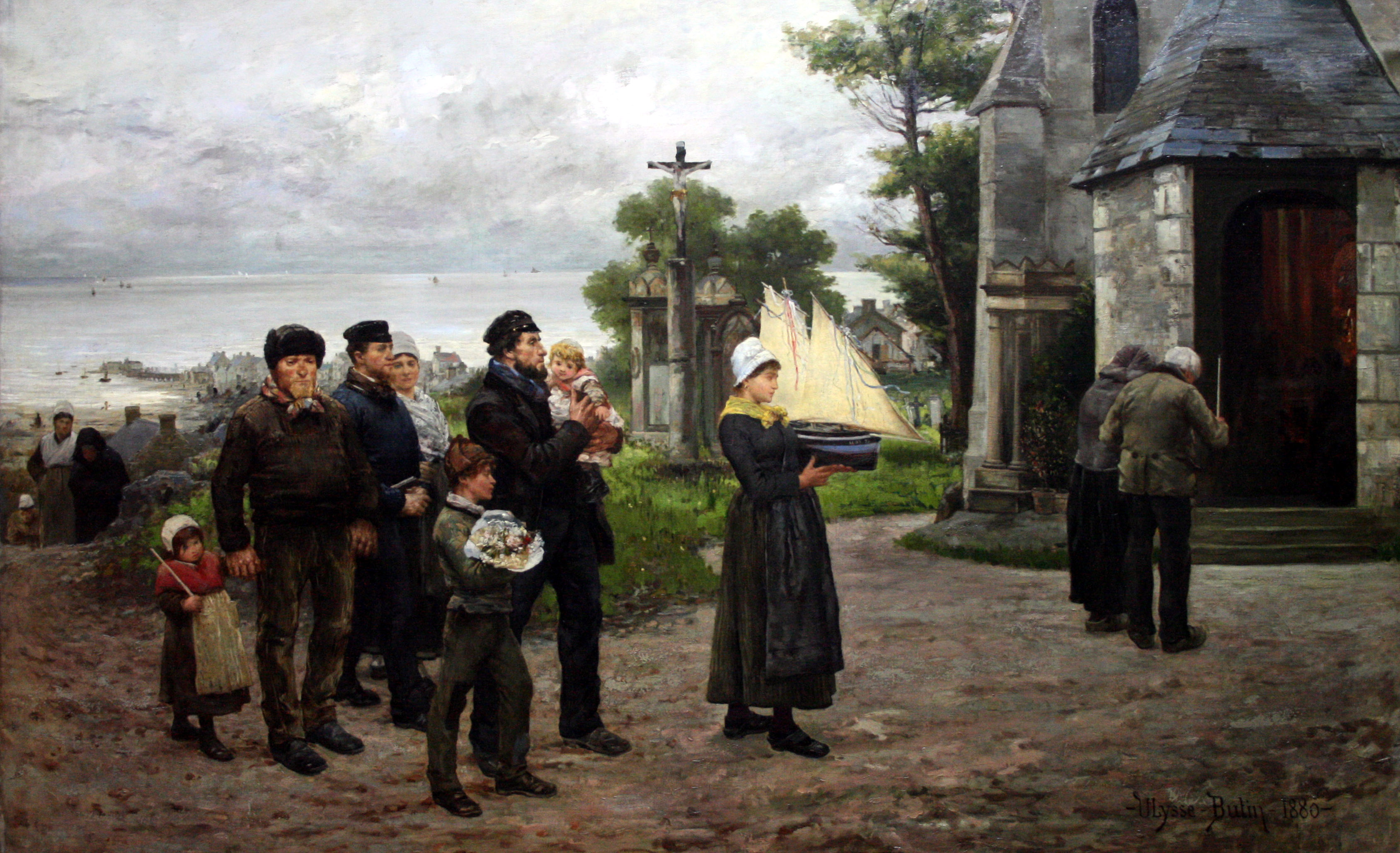
L'Ex-voto d'Ulysse-Louis de Butin
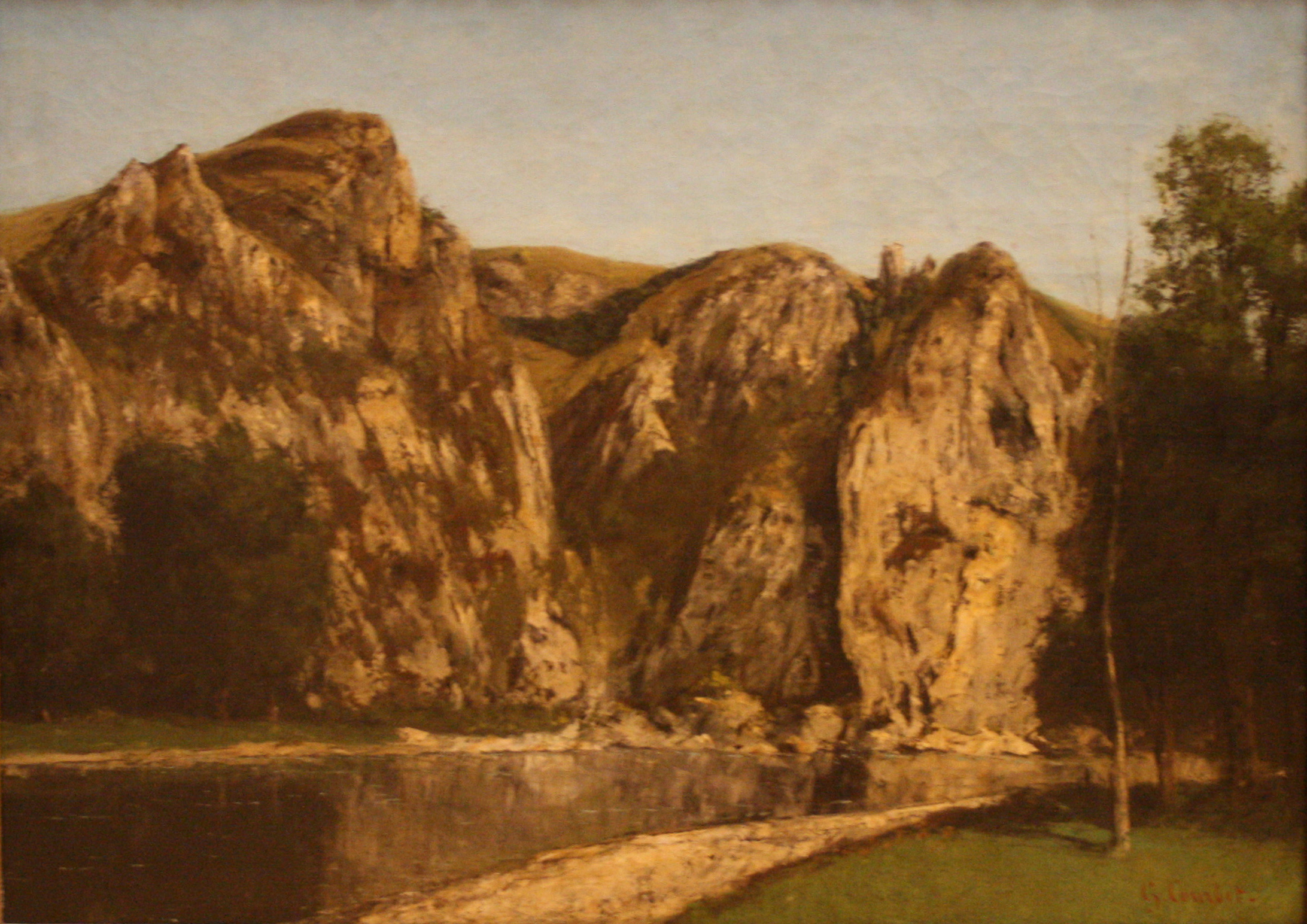
Riu Meuse en Freyr per Gustave Courbet
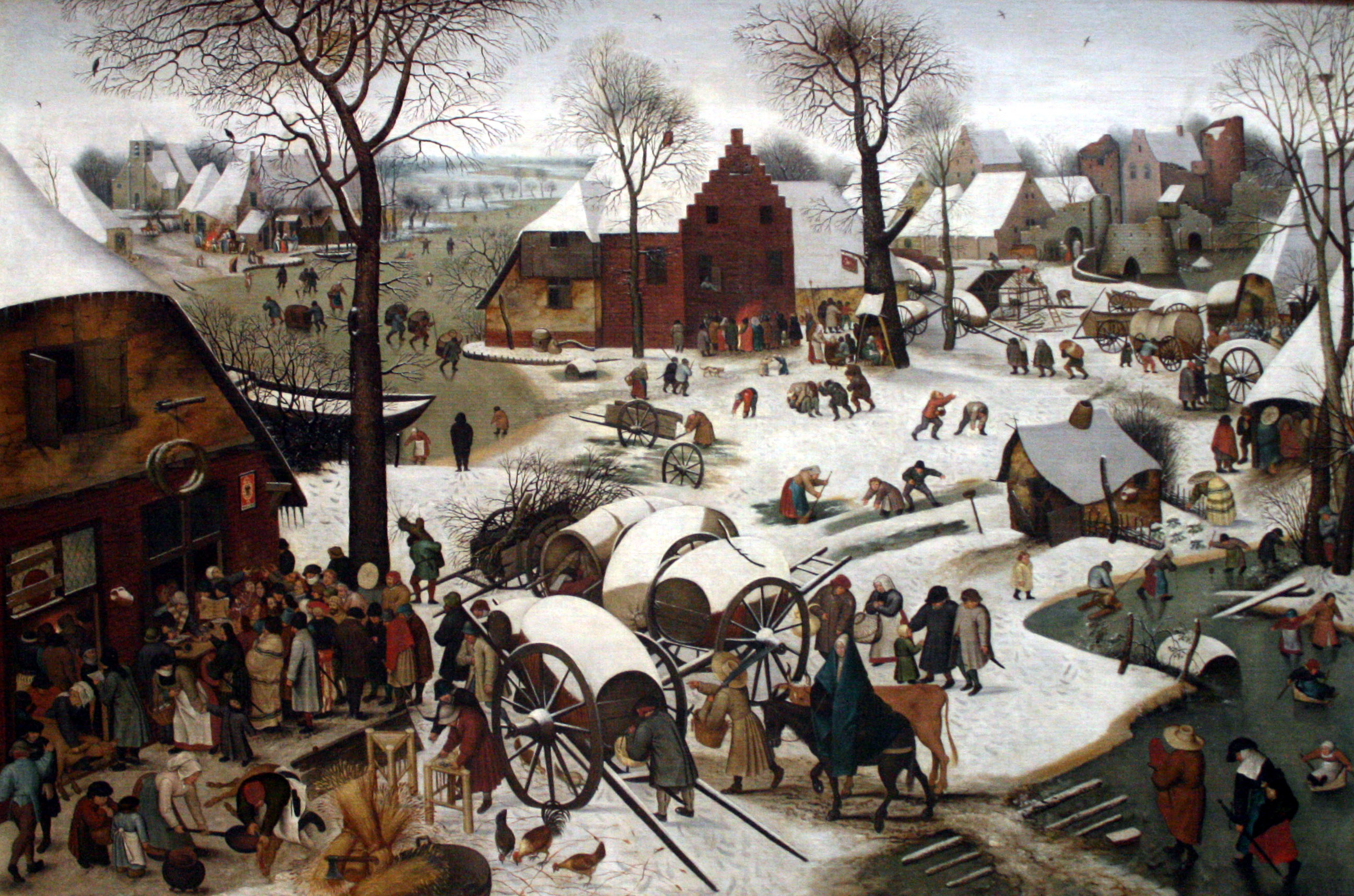
Le Dénombrement de Bethléem de Pieter Brueghel el jove
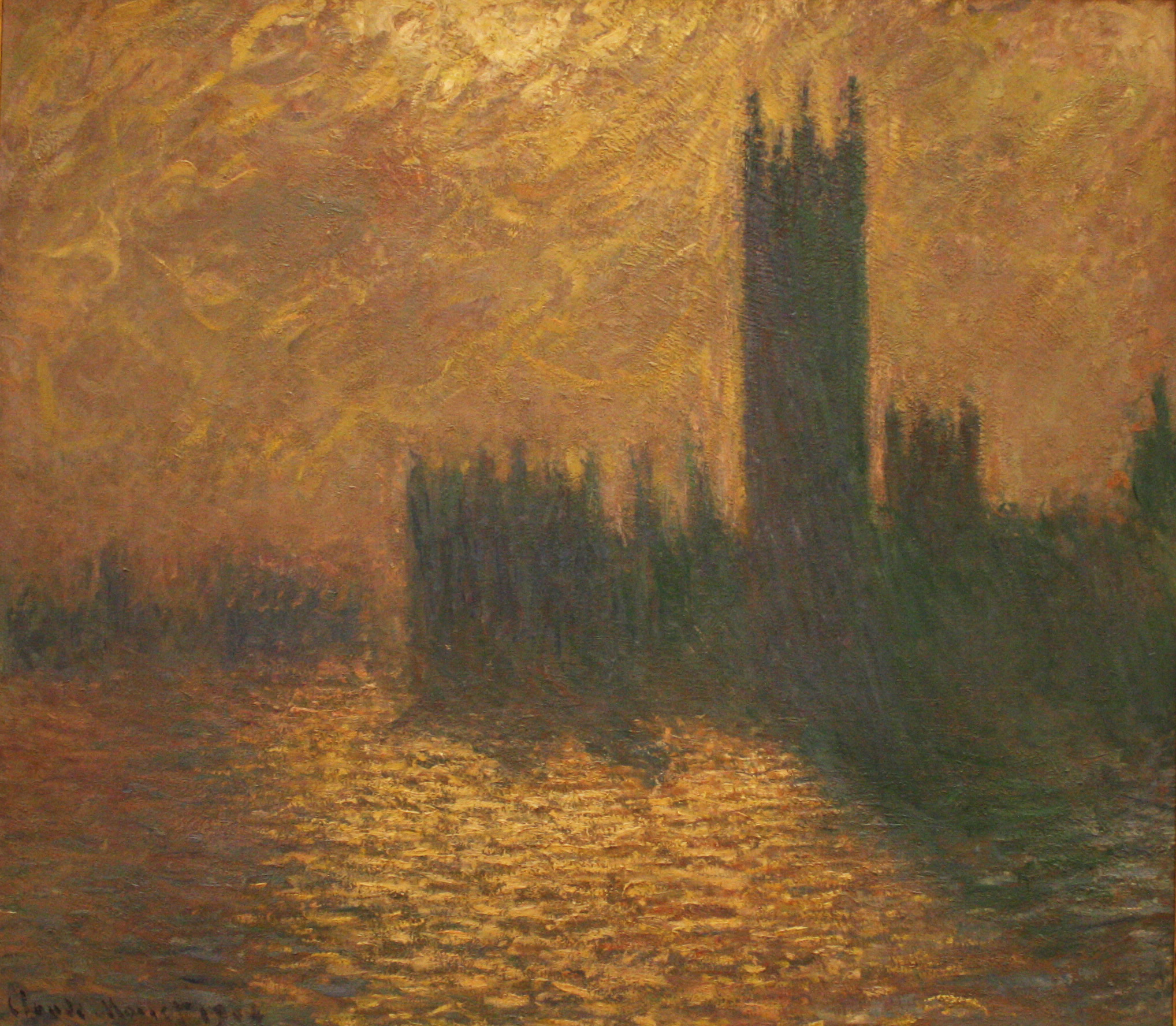
Cases del Parlament, Londres per Claude Monet
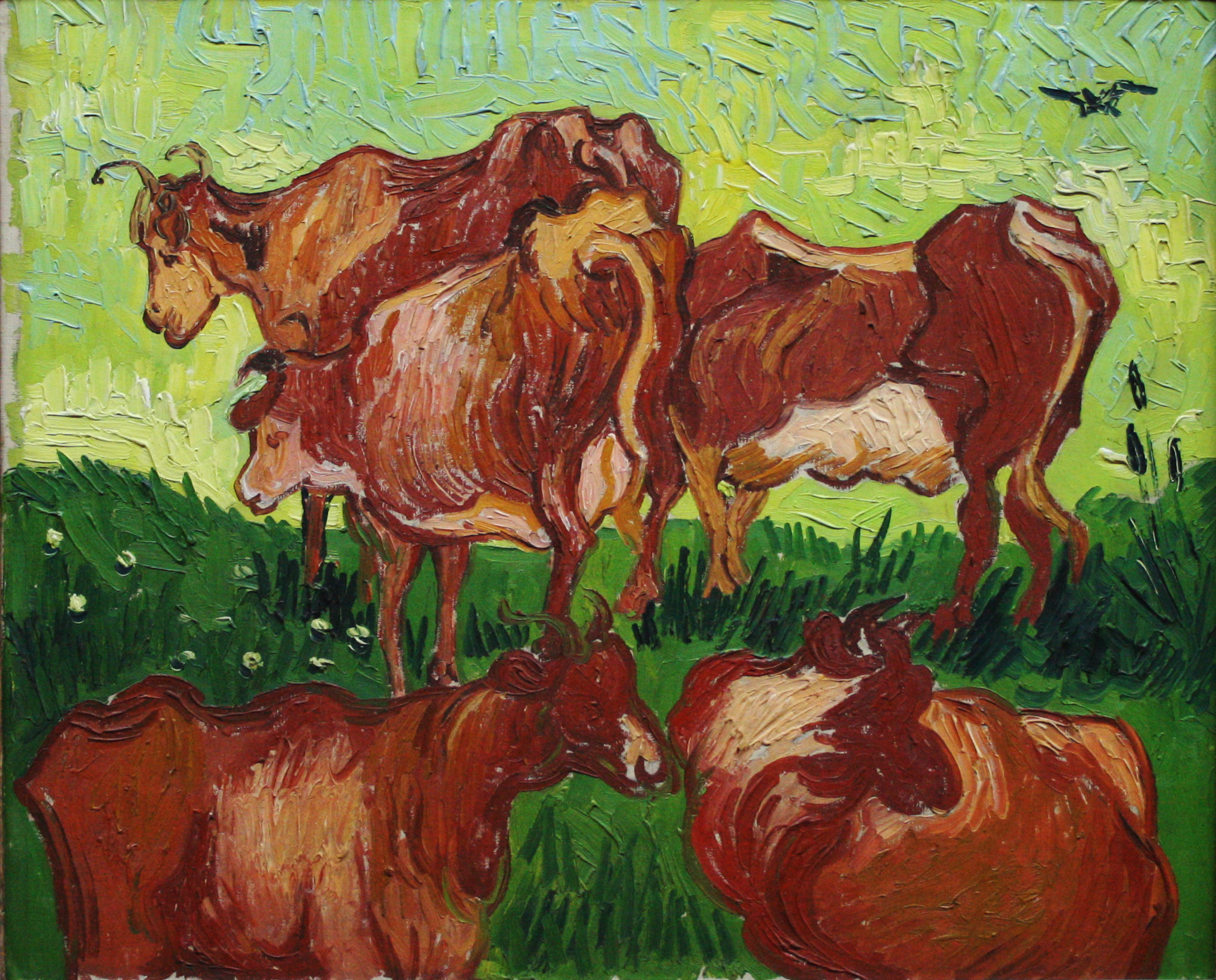
Les vaques de Vincent van Gogh, 1890
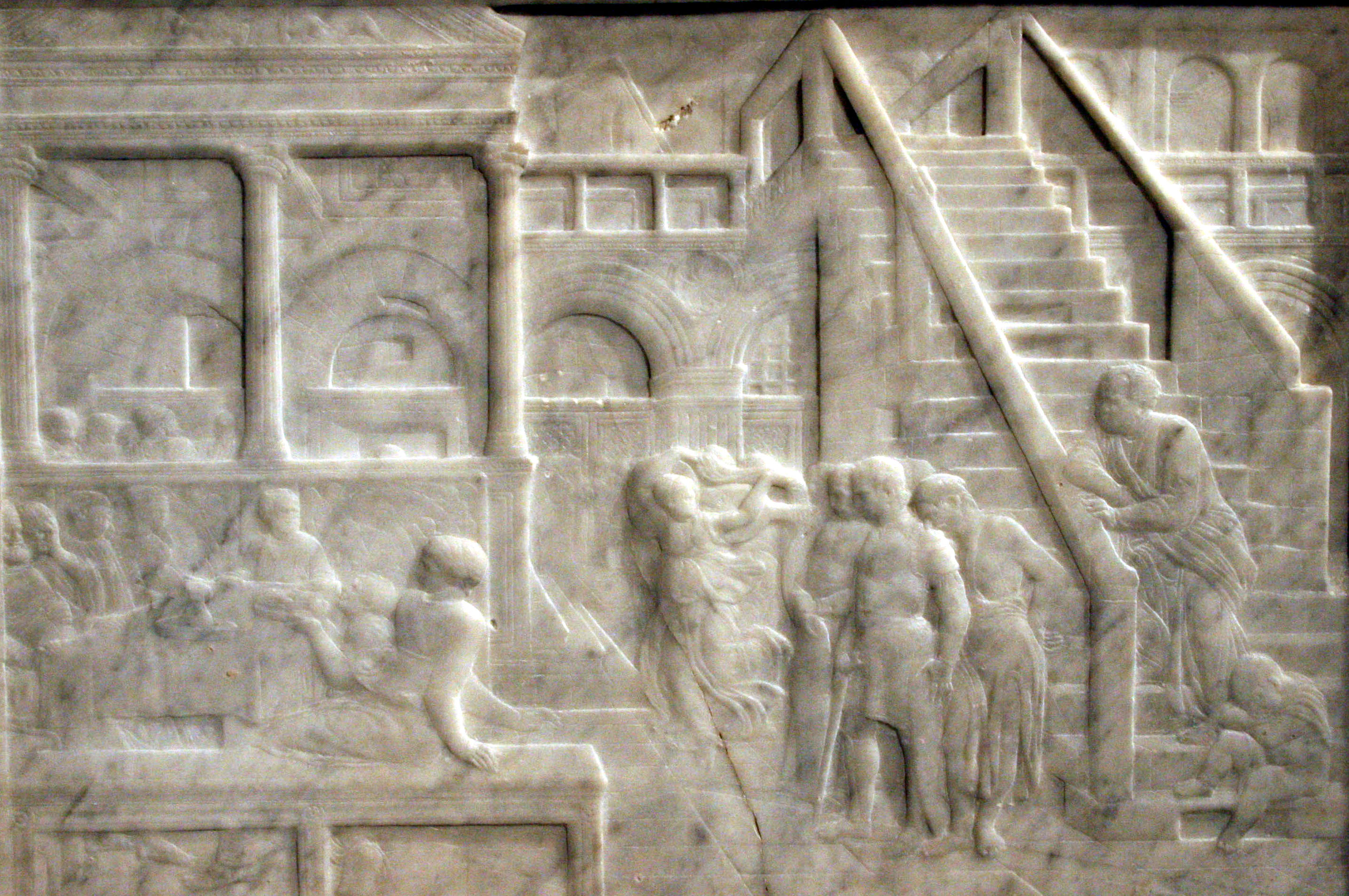
La festa d'Herodes de Donatello
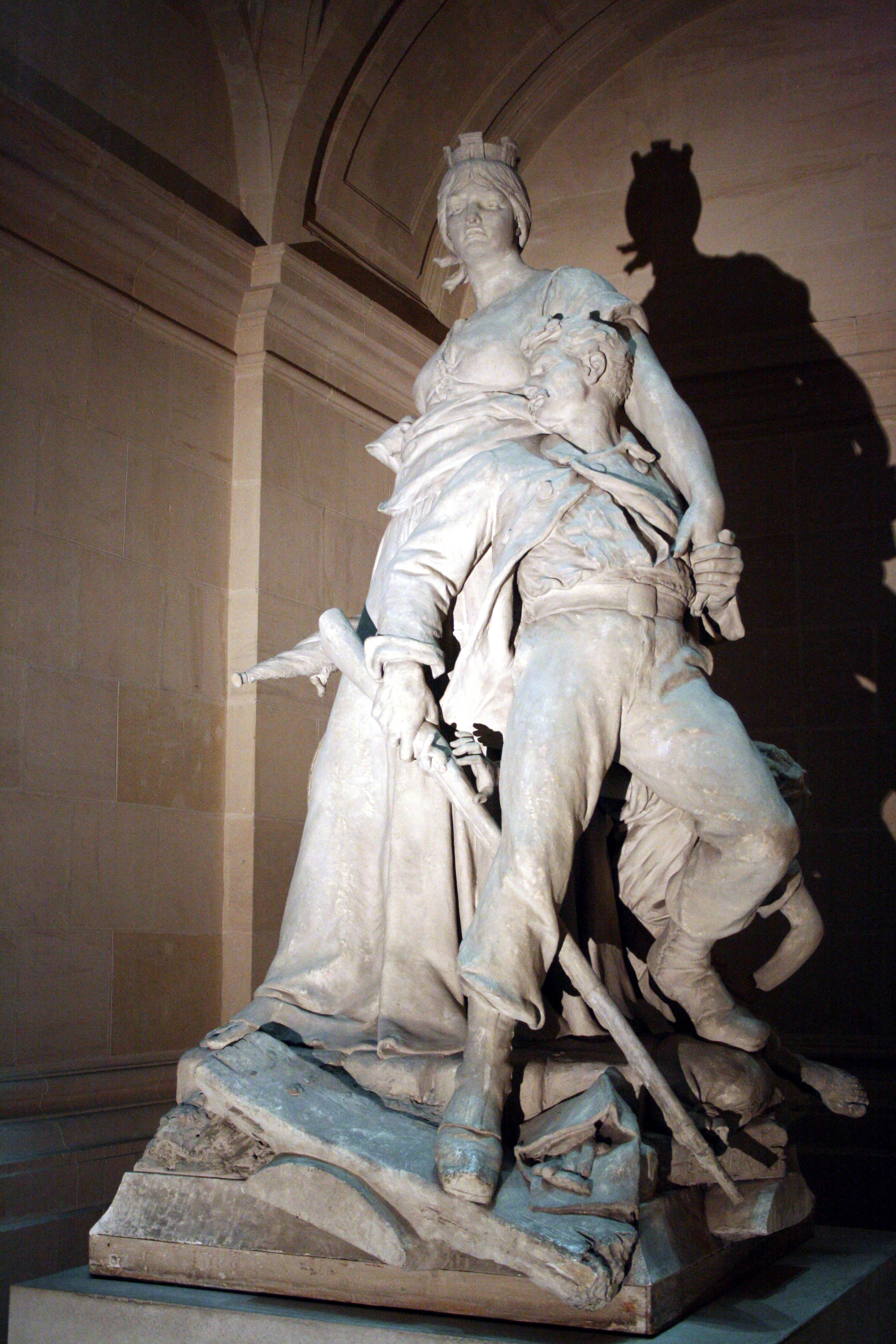
Monument de la défense de Saint-Quentin de Louis-Ernest Barrias
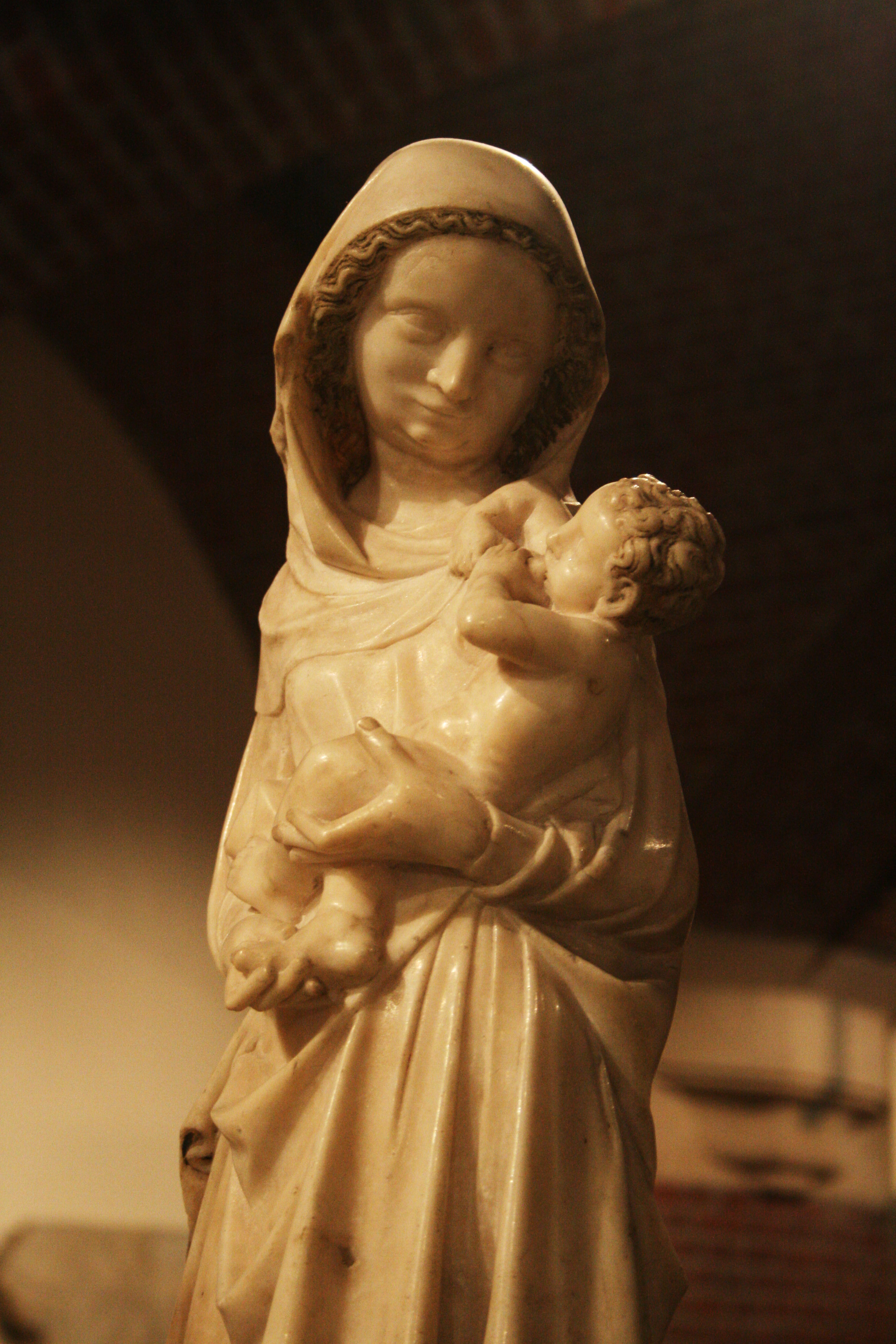
Vierge au lait del Maître des Madones mosanes
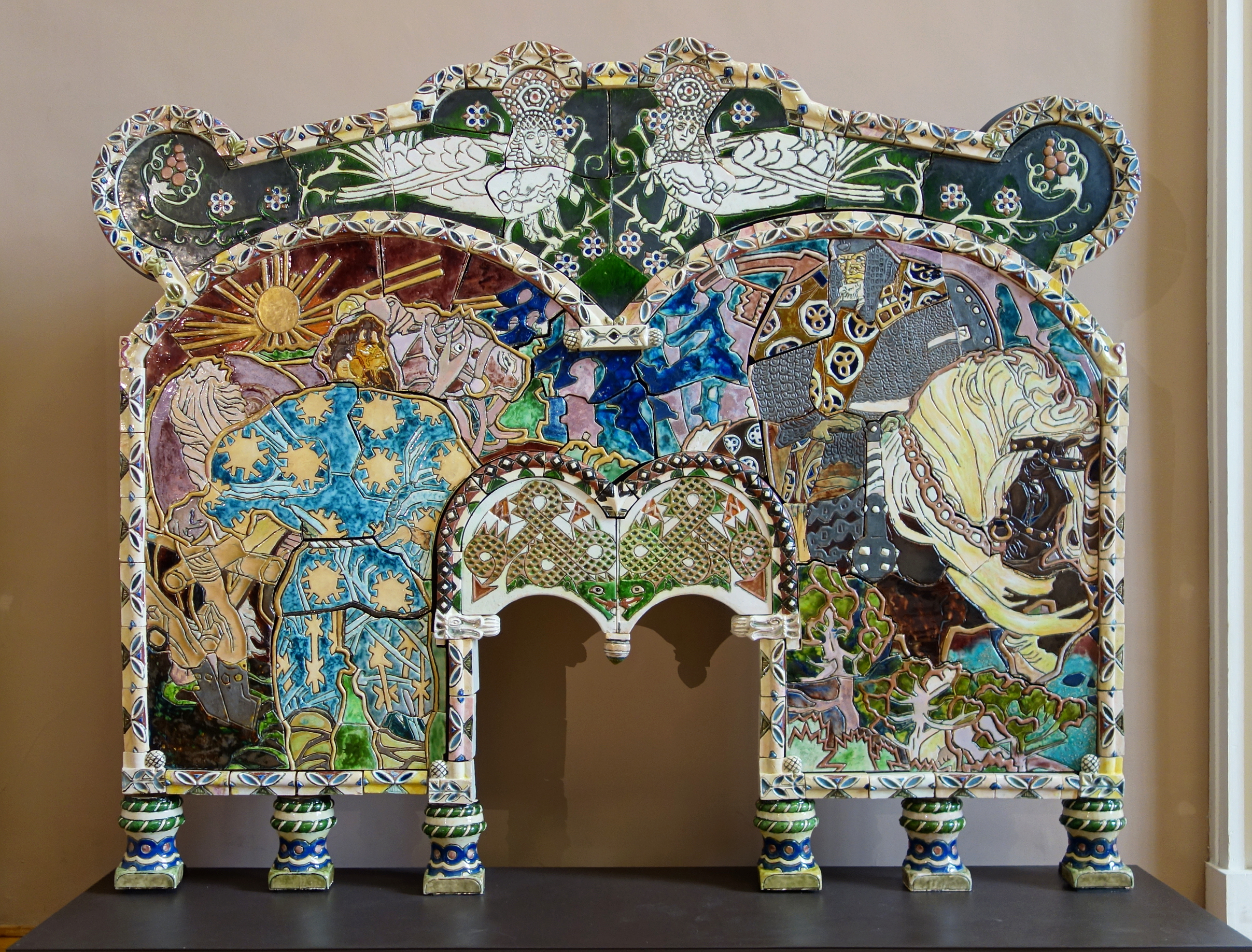
Xemeneia Volga Sviatoslavich i Mikula Selianinovich per Mikhail Vrubel